# Les Hommes de demain
Pour plus de détails, voir Fiche technique et Distribution.
Les Hommes de demain (Tomorrow, the World!) est un film américain réalisé par Leslie Fenton, sorti en 1944.

## Fiche technique
- Titre original : Tomorrow, the World!
- Titre français : Les Hommes de demain
- Réalisation : Leslie Fenton
- Scénario : Ring Lardner Jr. et Leopold Atlas d'après la pièce Tomorrow the World de James Gow et Arnaud d'Usseau
- Photographie : Henry Sharp
- Montage : Anne Bauchens
- Musique : Louis Applebaum
- Pays d'origine : États-Unis
- Format : Noir et blanc - 1,37:1 - Mono
- Genre : drame
- Date de sortie : 1944

## Distribution
- Fredric March : Mike Frame
- Betty Field : Leona Richards
- Agnes Moorehead : Tante Jessie Frame
- Joan Carroll : Pat Frame
- Edit Angold : Frieda
- Skip Homeier : Emil Bruckner
- Tom Fadden : Mr. Clyde (non crédité)
- Mary MacLaren (non créditée)